# Света Петка (Судик)
Вижте пояснителната страница за други значения на Света Петка.
„Света Параскева“ или „Света Петка“ (на македонска литературна норма: „Света Параскева“, „Света Петка“) е възрожденска православна църква в щипското село Судик, източната част на Северна Македония. Част е от Брегалнишката епархия на Македонската православна църква – Охридска архиепископия.
Църквата е от XIX век. Обновена е в 1956 година. Иконите и дял от живописта са от XIX и XX век от Костадин Иванов Вангелов – зограф от Щип.